# Neal Morse
Neal Morse (nascut el 2 d'agost de 1960 a Van Nuys, Califòrnia) és un músic multiinstrumentista i compositor de rock progressiu amb seu a Nashville, Tennessee, reconegut per la seva gran versatilitat musical.

## Origen
Morse va créixer a la Vall de San Fernando de Los Angeles, era un de quatre germans. La seva germana és mestra en el districte escolar de Walnut Creek, i el seu pare era director de cor. Morse va començar a prendre lliçons de piano a l'edat de 5 anys, i poc després va aprendre guitarra. Quan tenia vint anys va escriure dues comèdies musicals (Hit Man i Homeland). També va fer algunes sessions com a cantautor a Los Angeles i va gravar algunes demos de country i western amb el seu germà Richard.

## Antecedents musicals

### Amb Spock's Beard
Després d'uns 10 anys, cansat de l'escena musical de Los Angeles, va viatjar per Europa durant diversos anys tocant a petits clubs i inclús al carrer. Al seu retorn als Estats Units forma la banda Spock's Beard amb el seu germà Alan. El seu primer àlbum, The Light, va ser un èxit moderat. Spock's Beard aviat es converteix en una de les bandes més exitoses del rock progressiu dels anys noranta (juntament amb Dream Theater, Porcupine Tree o The Flower Kings). Després de treure el seu sisè àlbum en estudi, Snow (2002), Morse deixa la banda.

### Amb Transatlantic
Si bé Morse va continuar amb Spock's Beard, també va desenvolupar alguns projectes en solitari. L'any 2000 Neal Morse s'uneix a Mike Portnoy, exbateria de Dream Theater, Roine Stolt, guitarrista de The Flower Kings, i Pete Trewavas, baixista de Marillion para formar el grup Transatlantic, amb qui grava 4 treballs d'estudi, SMPTe (2000), Bridge Across Forever (2001), The Whirlwind (2009), Kaleidoscope (2014) i diversos discos en directe, Live in America (2001), Live in Europe (2003), Whirld Tour 2010: Live in London (2010), More Never Is Enough (2011), recolzats en directe per Daniel Gildenlöw, de Pain of Salvation.

### Amb Flying Colors
Al Març del 2012, Morse apareix un nou supergrup, Flying Colors, format per Mike Portnoy (bateria i veu), Dave LaRue (baix), Neal Morse (teclats i veu), Casey McPherson (veu i guitarra), i Steve Morse (guitarra).

### Com solista
Neal Morse es converteix al cristianisme l'any 2002, deixant Spock's Beard i Transatlantic. Tot el procés i els motius pels quals va prendre aquesta decisió estan descrits a l'àlbum Testimony (2003), on col·laboren Kerry Livgren (exguitarrista de Kansas) i Mike Portnoy. Una part dels motius de la seva conversió al cristianisme omesa a l'àlbum però descrita completament a la seva versió en directe, és que la seva filla Jayda va ser diagnosticada d'una deficiència cardíaca que requeria una operació a cor obert, i Neal afirma que després de resar a Déu, el cor de Jayda es va curar miraculosament; i els metges van afirmar que no tenien cap explicació.
El 18 de maig de 2003, Morse pren part del projecte Yellow Matter Custard amb Mike Portnoy (Dream Theater), Paul Gilbert (Racer X, Mr. Big), i el baixista Matt Bissonnette. Aquesta banda es va dedicar a fer versions dels Beatles i van gravar un disc en directe a part de treure un DVD. Més endavant, novament amb el Mike Portnoy, amb Paul Gilbert, amb Gary Cherone (Extreme) a la veu i amb Billy Sheehan (DLR Band, Mr. Big) al baix gravarien un projecte similar anomenat "Bootleg", on rendeixen tribut a una de les bandes de Rock que més els havia influenciat: The Who.
L'any 2004, Morse escriu i grava un nou àlbum conceptual amb Mike Portnoy i Randy George al baix. El virtuós guitarrista Phil Keaggy hi apareix com a convidat afegint també la seva veu. El disc, anomenat One,tracta sobre la relació de l'home amb Déu des de la seva perspectiva cristiana i va ser llençat el 2 de novembre del 2004.
Ja el 2005, Morse publica dos àlbums cristians no-progressius. Al Gener grava Lead Me Lord amb un cor gospel cristià i els seus fills i amics. I al Juliol llença God Won't Give Up, escrit a l'època de l'àlbum Snow, dels Spock's Beard. Aquest és un àlbum pop similar a It's Not Too Late, però amb lletres cristianes.
A l'estiu del mateix 2005 un membre de la seva església s'apropa a Morse per a comentar-li que hauria de fer un treball sobre el Tabernacle, i que havia de guardar el secret. Morse ho va fer, i tot el procés es va mantenir en secret. En entrevistes de ràdio o en fòrums va haver-hi conjectures al respecte, inclús un concurs per esbrinar el tema sobre el qual tractaria el disc. Finalament, el títol va ser ? (també conegut com a The Question Mark) i tractava sobre el tabernacle bíblic hebreu al desert (és a dir, el tabernacle mòbil construït en temps de Moisès), i és en referència amb el tabernacle al cor de l'home. La banda estava formada en aquesta ocasió per en Neal, en Mike Portnoy i en Randy George, i com a convidats en Mark Leniger, l'Alan Morse, en Roine Stolt, l'Steve Hackett i en Jordan Rudess.
L'any 2006 edita l'àlbum 'Cover to Cover', que és una col·lecció de temes d'altres bandes de rock de diverses èpoques i que van ser gravades durant les sessions de ?, One i Testimony. Aquest treball donava un nou enfocament a la seva carrera, ja que s'obria a tocar cançons que no eren pròpiament religioses. Més tard va aparèixer un àlbum similar anomenat 'Cover to Cover 2'.
A principis del 2007 Morse treu un altre àlbum de rock progressiu de temàtica cristiana, Sola Scriptura. Aquest treball conceptual detalla la vida i lluites del gran teòleg alemany Martí Luter en pro del retorn de l'església catòlica romana a l'essència del cristianisme original i a la lectura de la Bíblia i que aquesta estigués a l'abast de tots per a la seva lectura al segle xvi. Mike Portnoy i Randy George, una vegada més, s'associen amb Morse per aquest àlbum, i compten com a convidat amb en Paul Gilbert (amb qui ja havia treballat al projecte Yellow Matter Custard. Sola Scriptura va anar seguit d'un àlbum acústic anomenat Songs From The Highway.
L'any 2008 apareix Secret Place (de la sèrie de discos "Worship Session"), a més d'un nou disc progressiu, Lifeline (primer disco no-conceptual progressiu de la seva etapa com a solista), i també publica un doble DVD anomenat Sola Scriptura and Beyond, gravat als Països Baixos el 26 de maig del 2007, durant el festival Io-Pages. Aquest DVD mostra la nova banda que l'acompanyarà en directe a les seves gires. Ells són en Paul Bielatowicz (guitarra), en Collin Leijenaar (bateria), la Jessica Koomen (a la veu i als teclats), en Henk Doest (teclats), i en Wilco van Esschoten (baix).
Testimony 2 apareix el 23 de maig del 2011. Tot i ser una continuació del seu primer àlbum en solitari, no aconsegueix el mateix èxit.
I el 2012, juntament amb Randy George, Mike Portnoy, Adson Sodre (guitarra), i Paul Gilbert (guitarra) edita Momentum, un nou treball on recupera novament altes cotes de popularitat dins l'entorn progressiu.

## Discografia
Àbums Rock Progressiu Cristià
- Testimony (Setembre de 2003)
- One (Novembre de 2004)
- ? (Question Mark) (Novembre de 2005)
- Sola Scriptura (Març de 2007)
- Lifeline (Octubre de 2008)
- Testimony 2 (Maig de 2011)
- God Won't Give Up (Juliol de 2005)
- Cover to Cover (Agost de 2005)
- Lead Me Lord (Worship Sessions Volume 1) (Agost de 2005)
- Send the Fire (Worship Sessions Volume 2) (Març de 2006)
- Secret Place (Worship Sessions Volume 3) (2008)
- Lifeline (2008)
- Worship Sessions Volume IV: The River (2009)
- So Many Roads Live In Europe (3 CD Digibook) (2009)
- Mighty To Save (Worship Sessions 2010) (2010)
- Testimony 2 (2011)
- Testimony 2 - Live in Los Angeles (2011)
- Cover 2 Cover (2012)
- Momentum (2012)

Àlbums Rock no-progressiu
- Neal Morse (Octubre de 1999)
- Merry Christmas From The Morse Family (2000)
- It's Not Too Late (Juny de 2001)